# Chan Fej
Chan Fej (韓非; přibl. 280 př. n. l. – 233 př. n. l.) byl čínský filozof, který spolu s Li S'em, rozvinul Sün-c’ovu filozofii v doktrínu legismu. Na rozdíl od jiných slavných filozofů té doby byl Chan Fej členem vládnoucí aristokracie – narodil se do vládnoucí rodiny státu Chan v průběhu závěrečné fáze období válčících států. V tomto kontextu jsou některými autory jeho díla považována za adresovaná jeho bratranci, králi státu Chan. Po mnoha letech na čchinském dvoře byl Chan Fej perzekvován svým kolegou Li S’em a spáchal ve vězení sebevraždu.
„Chan Fej“ je vlastní jméno tohoto filozofa. „Chan Fej-c'“ (韓非子) se pak nejčastěji používá k označení knihy, kterou napsal. Slovo „c'“ je nicméně často přidáváno ke jménům čínských filozofů jako čestné přízvisko (znamená „mistr“), „Chan Fej-c’“ se někdy také používá i jako označení osoby tohoto filozofa.

## Legismus
Chan Fejova filozofie nazývaná legismus (někdy také používáno označení legalismus) je zaměřena na vládce. Podle jeho filozofie vládce pevně ovládá stát za pomoci tří konceptů: své mocenské pozice (勢, 'š), určitých technik (術, šu) a zákonů (法, fa). Legismus vychází z předpokladu, že každá jedná v souladu s jediným principem: vyhýbání se trestu za současné snahy dosáhnout zisku. Zákony proto musí tvrdě trestat jakékoli nežádoucí jednání a současně odměňovat ty, kteří zákony dodržují (viz legismus).
Legismus syntetizoval ideje Šang Janga, Šen Pu-chaje a Šen Taoa. Od Šang Janga převzal jeho důraz na zákony, od Šen Pu-chaje důraz na techniky a od Šen Taoa názory na autoritu a legitimitu.
Kromě konfuciána Sün-c'a, který byl Chan Fejovým a Li S'ovým učitelem, byl dalším z hlavních zdrojů jeho politických teorií Lao-c'ovo taoistické dílo Tao Te ťing, které interpretoval jako politický text a k němuž napsal komentář (kapitoly 20 a 21 v jeho knize Chan Fej-c'). Tao viděl jako přirozený zákon, který je každý a všechno přinuceno dodržovat. Současně věřil, že ideální vládce vydává zákony stejně jako nevyhnutelná přírodní síla, které lidé nemohou odporovat.
Jeho filozofie měla velký vliv na krále státu Čchin a pozdějšího prvního císaře sjednocené Číny Čchin Š'-chuang-tiho a staly se jedním z vůdčích principů vládcovy politiky. Po předčasném pádu dynastie Čchin byla Chan Fejova filozofie následující dynastií Chan oficiálně hanobena. I přes své vyvrženecké postavení v průběhu historie císařské Číny Chan Fejova politická teorie i nadále silně ovlivňovala každou následující dynastii a konfuciánský ideál vlády bez zákonů nebyl nikdy uskutečněn.
Chan Fejova filozofie byla předmětem obnoveného zájmu za vlády Komunistické strany pod vedením Mao Ce-tunga, který sám některé z jejích zásad obdivoval.
Chan Fejovo úplné zaznamenané dílo je sebráno ve spisu Chan Fej-c', knize o 55 kapitolách. Tento spis je významný také jako jediný dochovaný zdroj četných příběhů z období válčících států.